# Telescope (Grenada)
Telescope ist eine Siedlung im Parish Saint Andrew im Osten von Grenada.

## Geographie
Die Siedlung liegt östlich von Grenville am Telescope Point (Pointe de la Grand Riviere) und damit an der Grenze zwischen Grenville Bay (Ance de L’Esterre) und Great River Bay (Ance de la Grand Riviere).
Im Norden liegt die Siedlung Simon.